# Vurnon Anita
Vurnon San Benito Anita (Willemstad, Curazao, 4 de abril de 1989) es un futbolista curazaleño-neerlandés que juega como centrocampista en el F. C. Volendam de la Eerste Divisie.

## Carrera
Comenzó a jugar al fútbol en su natal Curazao, dependencia neerlandesa en el Mar Caribe. Allí, fue parte de la cantera del CVV Willemstad. Después de emigrar a la región continental de los Países Bajos empezó a jugar para el lado aficionado VV Maarssen. Más tarde fue descubierto por Ajax y se unió a su sistema juvenil. En 2012 fue traspasado al Newcastle United.

## Selección nacional
Nacido en Willemstad y criado entre Maarssen y Ámsterdam, era eligible con las selecciones de Países Bajos o de Curazao, por entonces conocida como Antillas Neerlandesas y al igual que ahora con membresía en la FIFA (independiente de Países Bajos). Optó por Países Bajos.
Disputó en 2005 el Campeonato Mundial de la FIFA Sub-17 en Perú con la selección neerlandesa, donde quedaron terceros. También ha jugado con la selección sub-19 y sub-21. 

### Copa del Mundo 2010
Anita fue incluido en la convocatoria preliminar para la Copa Mundial de la FIFA 2010 en Sudáfrica. El 26 de mayo de 2010 hizo su debut internacional en amistoso con la selección absoluta de Países Bajos al entrar como suplente en la victoria por 2-1 contra México. Sin embargo, al día siguiente, el gerente del seleccionador Bert van Marwijk anunció que el jugador no sería parte de la selección final de 23 participantes. Después ha sido internacional en dos ocasiones. 

### Eliminatorias Euro 2012
Tras hacer su primera aparición como titular en el empate 1-1 amistoso contra Ucrania el 12 de agosto de 2010, siendo sustituido en el descanso por el defensor Erik Pieters, jugó el día 7 del mes siguiente contra Finlandia en la clasificación para la Eurocopa 2012. Disputó los 90 minutos y su selección ganó 2-1. Sin embargo, no volvió a ser convocado desde entonces.

### Curazao
En marzo de 2021, tras haber habido un cambio en la normativa, recibió el permiso de la FIFA para jugar con Curazao, debutando el 25 del mismo mes en un triunfo por 5-0 ante San Vicente y las Granadinas válido para la clasificación para el Mundial de 2022.

## Palmarés

### Títulos nacionales
| Título                        | Club              | País         | Año  |
| ----------------------------- | ----------------- | ------------ | ---- |
| Copa de los Países Bajos      | Ajax de Ámsterdam | Países Bajos | 2007 |
| Supercopa de los Países Bajos | Ajax de Ámsterdam | Países Bajos | 2007 |
| Copa de los Países Bajos      | Ajax de Ámsterdam | Países Bajos | 2010 |
| Eredivisie                    | Ajax de Ámsterdam | Países Bajos | 2011 |